# Ophiobotrys zenkeri
Ophiobotrys zenkeri är en videväxtart som beskrevs av Ernest Friedrich Gilg. Ophiobotrys zenkeri ingår i släktet Ophiobotrys och familjen videväxter. Inga underarter finns listade i Catalogue of Life.